# (4235) Tatishchev
(4235) Tatishchev (1978 SL5) – planetoida z pasa głównego asteroid okrążająca Słońce w ciągu 5,15 lat w średniej odległości 2,98 j.a. Odkryta 27 września 1978 roku.